# Aziz Ali
Aziz Ali (sinh ngày 15 tháng 9 năm 1980) là một võ sĩ nghiệp dư người Kenya, người đã vượt qua vòng loại Thế vận hội 2008 ở hạng cân nhẹ-nặng tại Giải đấu vòng loại Olympic châu Phi năm 2008 của AIBA lần thứ 2 mặc dù đã bị Bastie Samir hạ gục trong trận đấu cuối cùng. Tại Thế vận hội, anh đã thua trận đầu tiên với tỷ số 3: 8 trước Bahram Muzaffer của Thổ Nhĩ Kỳ.